# Samosate
Samosate (dont le nom signifie "joie de Samès" en vieux perse), Samosata (en grec τὰ Σαμόσατα), Šam(ou)šat (en arménien Շամ(ու)շատ) ou Antioche de Commagène (en grec ancien ἡ Ἀντιόχεια ἡ Κομμαγηνή) est une ancienne cité dont les ruines se situent près de la ville actuelle de Samsat, province d'Adıyaman, en Turquie, près de l'Euphrate.

## Histoire
Le roi Samès d'Arménie est réputé être le fondateur éponyme de cette cité, capitale du petit royaume hellénistique de Commagène (du IIIe siècle av. J.-C. à 72) puis intégrée à la province romaine de Syrie par le légat d'Auguste propréteur Lucius Caesennius Paetus durant le règne de l'empereur Vespasien.
Samosate est connue comme le lieu de naissance du grand rhéteur et écrivain Lucien de Samosate au IIe siècle de notre ère, et au IIIe siècle de Paul de Samosate, un évêque hérétique.
Les premières fouilles sont menées en 1964 et 1967 sous la direction de l'archéologue américaine Theresa Goell, en prévision de l'inondation du site par un nouveau barrage sur l'Euphrate.
En 1989, le site de Samosate est englouti sous les eaux du lac de retenue du barrage Atatürk. 